# Załęska Hałda

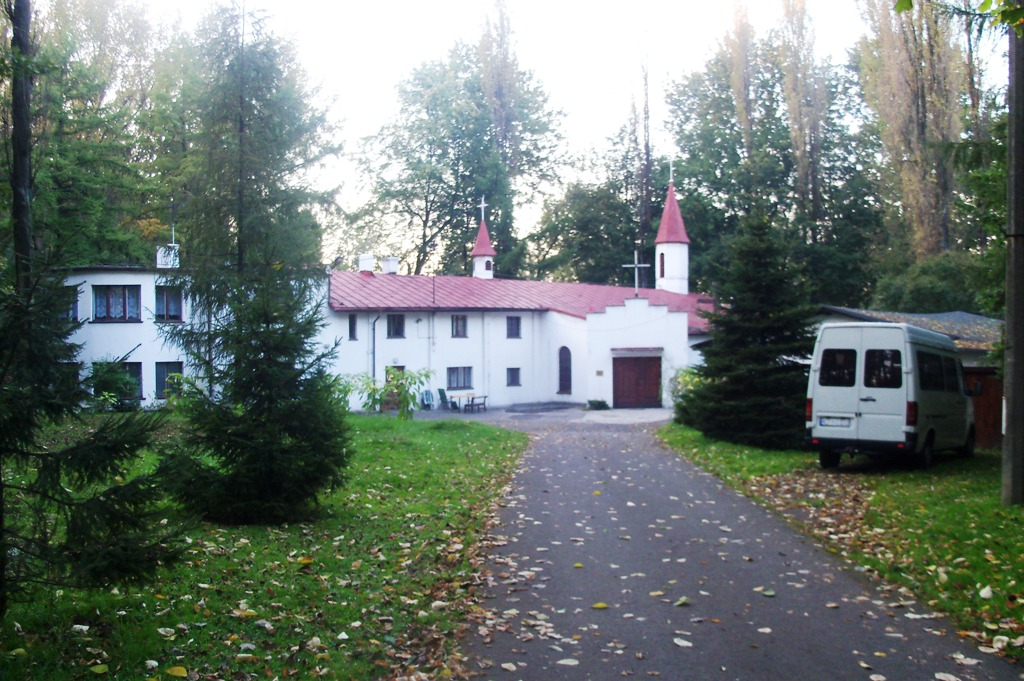
Pfarrkirche

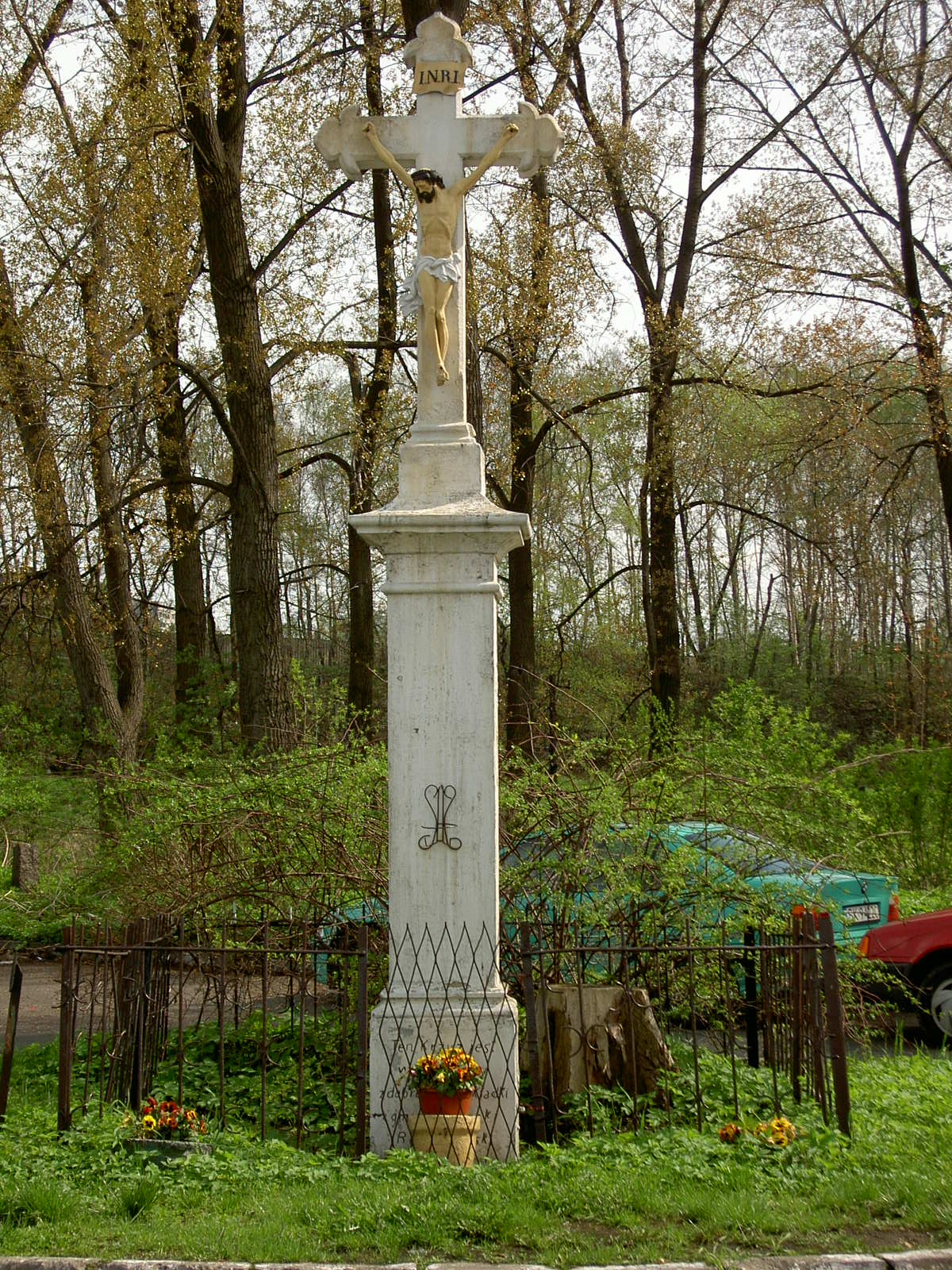
Wegkreuz von 1891

Załęska Hałda (deutsch Zalenzer Halde) war ein Ort in Oberschlesien.
Załęska Hałda war einer von mehreren Orten, aus denen 1924 die Stadt Kattowitz hervorging.
Aufgeteilt wird der Ort heute in die Stadtbezirke Zalenze, Brynow und Witosa-Siedlung.